# Marmalade Boy
Marmalade Boy (jap. ママレード・ボーイ Mamarēdo Bōi) – manga autorstwa Wataru Yoshizumi. Była publikowana w magazynie Ribon od maja 1992 roku do października 1995 roku i ostatecznie zawarto ją w 8 tomach (tankobonach). Manga doczekała się adaptacji w postaci anime. Ekranizacji komiksu podjęło się studio Toei Animation. Anime ma 76 odcinków. W Polsce nie wydano mangi ani nie wyemitowano anime, chociaż seria Marmalade Boy w innych krajach stała się dość popularna.

## Opis fabuły
Nastoletnia Miki jest zwyczajną, japońską uczennicą. Jej życie zmienia się, kiedy rodzice decydują się na rozwód. Ale jest to sprawa o wiele bardziej skomplikowana niż mogłaby się wydawać. I tak Miki musi przyzwyczaić się do nowych współlokatorów, z nieznośnym Yuu na czele.

## Bohaterowie
- Miki Koishikawa (jap. 小石川 光希 Koishikawa Miki) - jest radosna, przyjaźnie nastawiona do świata i ma naprawdę dobre serce. Ot,zwykła dziewczyna. Uczy się w gimnazjum i przyjaźni z Meiko oraz z Gintą. Kiedyś wyznała Gincie swoje uczucia, ale on ją odrzucił. Miki jakiś czas chowała urazę w stosunku do niego i wcale ze sobą nie rozmawiali. Dla obojga była to niezręczna sytuacja. Jednak po jakimś czasie znowu zostali przyjaciółmi. Miki ma trochę zakręconych rodziców. Podczas pobytu na Hawajach poznają oni rodzinę Matsuura i postanawiają zwyczajnie wymienić się partnerami. Od tej chwili rodziny Koishikawa i Matsuura żyją wspólnie pod jednym dachem. Miki musi przyzwyczaić się do swojego nowego, przyrodniego brata.
- Yuu Matsuura (jap. 松浦 遊 Matsuura Yū) - zostaje przyrodnim bratem Miki. Lubi robić sobie z niej żarty. Tak naprawdę jest w niej zakochany. To on jest tytułowym "Marmoladowym Chłopakiem". Nazwała go tak Miki, która nie lubi marmolady.
- Ginta Suou (jap. 須王 銀太 Suō Ginta) - przyjaciel Miki, należy do drużyny tenisowej. Kiedyś Miki wyznała mu uczucia.
- Meiko Akizuki (jap. 秋月 茗子 Akizuki Meiko) - przyjaciółka Miki. Ma problemy z rodzicami ale mimo to jest pełną życia i sympatyczną osobą.